# Philip John Currie
Pour les articles homonymes, voir Currie.
Philip John Currie (né le 13 mars 1949 à Brampton, en Ontario (Canada) est un paléontologue et conservateur de musée canadien qui a participé à la fondation du Royal Tyrrell Museum of Palaeontology à Drumheller, en Alberta et est maintenant professeur à l'Université de l'Alberta, à Edmonton.
Dans les années 1980, il devint le directeur du Projet Dinosaure entre le Canada et la Chine, le premier partenariat de coopération entre la Chine et des paléontologues de l'Ouest depuis les expéditions d'Asie Centrale dans les années 1920, qui a permis de décrire quelques-uns des premiers dinosaures à plumes,. Il est l'un des principaux rédacteurs de l'influente « Encyclopédie des dinosaures » et ses domaines d'expertise comprennent les théropodes (surtout les Tyrannosauridae), l'origine des oiseaux et les schémas de migration des dinosaures et de comportement grégaire.
Il a été l'un des modèles pour le paléontologue Alan Grant dans le film Jurassic Park.

## Œuvres choisies
- (en) Philip J. Currie, « Results from the Sino-Canadian Dinosaur Project », Canadian Journal of Earth Sciences, vol. 30,‎ 1993, p. 1997–2272
- (en) Philip J. Currie, « Results from the Sino-Canadian Dinosaur Project, Part 2 », Canadian Journal of Earth Sciences, vol. 33,‎ 1996, p. 511–648